# Francisco Meixedo
Francisco Meixedo né le 19 mai 2001 à Porto au Portugal, est un footballeur portugais qui évolue au poste de gardien de but au CF Estrela da Amadora.

## Biographie

### En club
Natif de Porto au Portugal, Francisco Meixedo est issu du centre de formation du FC Porto. Le 22 mars 2019, il signe un nouveau contrat, le liant avec son club formateur jusqu'en juin 2021.
Le 15 avril 2021, Meixedo prolonge avec Porto, signant un contrat courant jusqu'en juin 2023.

### En sélection
Francisco Meixedo est sélectionné avec l'équipe du Portugal des moins de 19 ans pour participer au championnat d'Europe des moins de 19 ans en 2019, qui se déroule en Arménie. Lors de cette compétition, il ne joue qu'un seul match, contre le pays hôte en phase de groupe. Il entre sur le terrain en fin de rencontre, en remplacement du gardien titulaire, Celton Biai. Le Portugal atteint la finale du tournoi, mais est battu par l'Espagne (0-2).

## Palmarès

### En club
FC Porto
- Champion du Portugal en 2022.

### En sélection
Portugal -19 ans
- Finaliste du championnat d'Europe en 2019.